# JUNGLE (フジテレビ)
『JUNGLE』（ジャングル）は、フジテレビジョンの深夜枠で1992年10月 - 1993年9月頃に放送されたシリーズ枠および番組冒頭のアイキャッチである。

## 概要
本キャッチについて、フジテレビの元･編成制作局編成部長の小川晋一は「なんでもありのごちゃ混ぜでいい」との意味を込めて『JUNGLE』と名付けたとは語っているものの、映像に込められた意図などについては言及していない。また、TVKテレビの音楽番組の冒頭にキャッチとして流れていたこともある。このスポットは予定通り1年で放送が終了した。

### バージョン
「JUNGLE」としてフジテレビが製作した作品を以下に紹介する。
ハートバージョン・人形バージョンの2つのバージョンがあり、それぞれ15秒と30秒のものがあるため計4バージョン。なお、「JUNGLE」のアイキャッチのうち、「JOCX（フジテレビ）」の文字が表示されていない。
ハートバージョン
（30秒版）最初は、黒い背景にピンク色できれいなハート（形の模型）が出ている。BGMの単調なビートに合わせてハートは明滅し、だんだんハートの表面が次第に黴びたように変化していき、最終的には全体が黴のようなものに覆われてしまう。最後に「JUNGLE」の文字が現れる。
（15秒版）30秒版と同じBGMで、ハートがビートに合わせて明滅するのは同じだが、こちらは白い菌糸状のものに覆いつくされていく。最後に「JUNGLE」の文字が現れる。
人形バージョン
（30秒版）君が代にも似た曲調のコーラスがBGM。最初は激しいフラッシュの中、表面に陰影がある一体の人形から徐々に画面が離れていく。人形の背景には気泡と思われるものがある。やがて周囲に同じような人形が無数に散らばっている様が現れ、最後に「JUNGLE」の文字が現れる。「JUNGLE」の文字が現れた後、非常に小さい音量で呟く男性の声（内容不明）が流れる。
（15秒版）30秒版と同じ曲調だが、歌詞の異なる合唱がBGMとなり、こちらは激しいフラッシュの中、ひとつの人形にどんどん近づいていき、最後に「JUNGLE」の文字が現れる。こちらの人形も表面には陰影がある。

### 放送時期
バージョンは曜日毎に使い分けられており、日・月・水・金が人形、火・木・土がハートである。ただし日曜日は当時他の局と比べ相当遅い時間まで放送していたフジテレビでさえ、F1の放送がある日を除く日曜のみ早くて24時には放送を終了させることも多く、このアイキャッチが出てきた直後に放送終了のアナウンスが流れたこともあった。
枠先頭の番組には必ず30秒のバージョンが使われ、後に続く番組は基本的にはランダムで流れていたが、15秒のバージョンが使われる事が多かった。またナイター中継で時間が繰り下がった時の番組案内はこのアイキャッチ上に音声無し（稀に男性アナウンサーが一緒にアナウンスする事もある）、表示のみで示される。